# فيرنر بوتشولز
فيرنر بوتشولز (بالإنجليزية: Werner Buchholz؛ بالألمانية: Werner Buchholz) هو عالم حاسوب أمريكي وألماني، ولد في 24 أكتوبر 1922 في دتمولد في ألمانيا.